# Odo Reuter

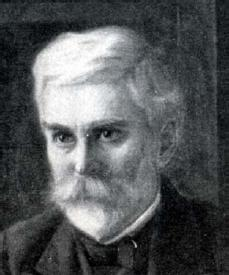
Odo Reuter

Odo Morannal Reuter (* 28. April 1850 in Turku; † 2. September 1913 ebenda) war ein schwedischsprachiger finnischer Entomologe und Dichter.
Reuter studierte ab 1867 Zoologie an der Universität Helsinki, an der er 1873 seinen Magister-Abschluss erhielt und 1877 promoviert wurde. Danach war er dort Dozent und ab 1888 Professor. 1910 ging er in den Ruhestand, nachdem er fünf Jahre wegen einer schweren Krankheit beurlaubt war.
Er spezialisiere sich auf Schnabelkerfe (Hemiptera), behandelte aber auch andere Insektengruppen. 1913 prägte er den Begriff Parasitoid.
Reuter war ein Anhänger von Charles Darwin und machte diesen und Ernst Haeckel in populärwissenschaftlichen Schriften in Finnland bekannt.
Er ist auch als Dichter bekannt (in Schwedisch), veröffentlichte Gedichtsammlungen und war Literaturkritiker.
Am 21. Oktober 1884 wurde er Mitglied der Leopoldina.

## Arbeiten zur Entomologie
- Audits critica Capsinarum, 1875
- Hemiptera gymnocerata Europae, I-V, 1878–1896
- Ad cognitionem reduviidarum, 1881
- Monographia Anthocoridarum, 1885
- Ad cognitionem Capsinarum, I -III, 1891–1895
- Corrodentia Fennica 1893
- Neuroptera Fennica 1894
- Apterygogenea Fennica 1895
- Thysanoptera Fennica 1899
- Hemipterologische Spekulationen, I–II, 1905
- Phylogenie und Systematik der Miriden 1910
- Hemipterenfauna der paläarktischen Coniferen 1909
- De lägre djurens själslif, 2 Bände 1886–88
- Drag ur djurens lif, I–III, 1901–04
- Djurens själ 1907
- Insekternas lefnadsvanor och instinkter 1910
  - Deutsche Ausgabe: Lebensgewohnheiten und Instinkte der Insekten bis zum Erwachen der sozialen Instinkte, Berlin: Friedländer 1913

## Literarische Werke
- Karin Månsdotters saga 1880
- Dikter, 1881, 1898, 1906 (Gedichtsammlungen)
- I brytningstid 1899
- Nattens sånger 1911